# USS Sterett (DDG-104)

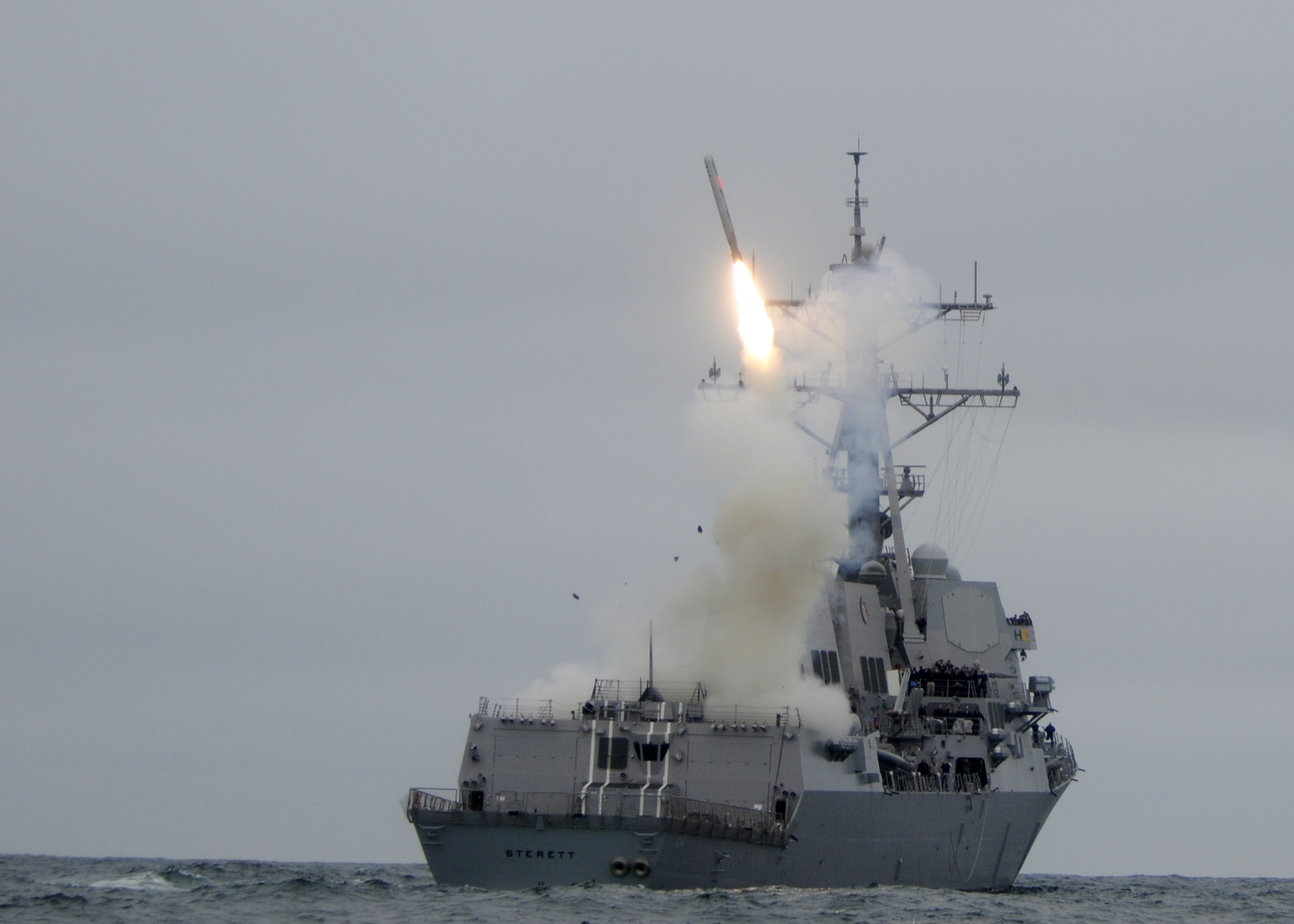
O Sterett disparando um míssil Tomahawk durante um exercício de treinamento, em 2010.

O USS Sterett é um destroyer da classe Arleigh Burke pertencente a Marinha de Guerra dos Estados Unidos. O navio entrou no serviço ativo em 2008 e atualmente está ancorado na Base Naval de San Diego.
No começo de 2011, a embarcação foi enviada para combater os piratas na costa da Somália. Em 22 de fevereiro, o USS Sterett foi atacado por piratas somális durante as fracassadas negociações que terminaram com a execução dos refens americanos a bordo do SY Quest.